# Cebus
Los monos capuchinos gráciles son los miembros del género Cebus de primates platirrinos de América Central y del Sur. Deben su nombre a los frailes capuchinos, cuya capucha tiene un color similar a los pelos que rodean la cara de estos monos. Los capuchinos son pequeños, típicamente de unos 100 cm de largo, con una cola prensil que enrollan alrededor de las ramas para ayudarse en el movimiento alrededor de los árboles. Se cree que el mono capuchino es el más inteligente de los monos del Nuevo Mundo, le gusta explorar y cuando es observado en cautiverio, a menudo reduce a piezas las cosas que halla.
En general el mono joven es más claro que el adulto, su cola es de la misma longitud que el cuerpo.
Normalmente vive en manada, por eso cuando se liberan capuchinos cautivos se hace siempre en grupo.

## Especies y subespecies
- Cebus kaapori
- Cebus yuracus
- Cebus capucinus
- Cebus cuscinus
- Cebus olivaceus
- Cebus unicolor
- Cebus imitator
- Cebus brunneus
- Cebus cesare
- Cebus versicolor
- Cebus leucocephalus
- Cebus malitiosus
- Cebus aequatorialis
- Cebus albifrons
  - Cebus albifrons albifrons
  - Cebus albifrons trinitatis